# Josef Spacil
Josef Max Spacil (* 3. Januar 1907 in München; † 13. Februar 1967 ebenda) war deutscher SS-Standartenführer, Befehlshaber der Sicherheitspolizei und des SD Niederlande, SS-Wirtschafter beim Höheren SS- und Polizeiführer Russland-Süd und Leiter der Amtsgruppe II (Organisation, Verwaltung und Recht) des Reichssicherheitshauptamtes zur Zeit des Nationalsozialismus.

## Leben
Josef Spacil erlernte den Beruf eines Lohnbuchhalters und heiratete die am 23. Dezember 1907 in Mannheim geborene Marianne Behrens.
Mitglied der SS (SS-Nr. 6.797) wurde Spacil am 10. April 1931. Der NSDAP (Mitgliedsnummer 1.200.941) trat er 1932 bei.
Am 1. Oktober 1932 wurde Spacil der Offiziersrang eines SS-Untersturmführers verliehen. Die Beförderung zum SS-Obersturmführer erfolgte am 23. August 1933, die zum Hauptsturmführer am 9. November 1933 und die zum SS-Sturmbannführer am 9. November 1934. Am 13. September 1936 erhielt Spacil den Rang eines Obersturmbannführers. In der allgemeinen SS stieg Spacil am 12. März 1938 bis zum SS-Standartenführer auf.
Spacil war schon ab 1931 in der SS-Verwaltung tätig. Ab 1934 wurde Spacil im Stab des Reichsführers SS verwendet. Ein Jahr später wechselte er ins SS-Hauptamt. Im Stab des SS-Oberabschnittes Donau wurde er als SS-Wirtschafts- und Verwaltungsführer ab 1938 eingesetzt, bevor er vom 12. Dezember 1939 bis 28. Februar 1940 der 1. SS-Totenkopf-Reiterstandarte zugewiesen wurde. Weitere Stationen seiner dienstlichen Laufbahn waren vom 1. bis 31. März 1940 seine Tätigkeit als Stabsführer des Chefs des SS-Wirtschafts- und Verwaltungshauptamtes (WVHA), SS-Obergruppenführer Oswald Pohl, und eine Verwendung in der SS-Verwaltungsschule Dachau vom 1. April bis 21. Juni 1940.
Nach dem Westfeldzug wurde Spacil für ein Dreivierteljahr vom 22. Juni 1940 bis 12. März 1941 als Befehlshaber der Sicherheitspolizei und des SD in den besetzten Niederlanden eingesetzt und kehrte am 1. Mai 1941 wieder in den Stab des Reichsführers SS zurück, wo er bis zum 1. August 1941 verblieb.
Nach Beginn des Deutsch-Sowjetischen Krieges wurde Spacil beim Höheren SS- und Polizeiführer (HSSPF) Russland-Nord vom 1. August 1941 bis 15. Oktober 1941 in Riga eingesetzt. Als SS-Wirtschafter kam er am 26. Oktober 1941 zum HSSPF Russland-Süd und wechselte am 21. Juni 1942 ins WVHA, bis er am 1. August 1942 wieder als SS-Wirtschafter zum HSSPF Russland-Süd zurückkehrte.
Ab dem 1. März 1944 übernahm Spacil als letzter Chef die Amtsgruppe II (Organisation, Verwaltung und Recht) des Reichssicherheitshauptamtes. Am 20. April 1944 erfolgte seine Beförderung zum Oberst der Waffen-SS.
Für den Nürnberger Prozess gegen die Hauptkriegsverbrecher wurde er am 9. November 1945 zu den Begriffen „Wiederbesiedelung“ und „Sonderbehandlung“ im Fall des ehemaligen Chefs der Sicherheitspolizei Ernst Kaltenbrunner vernommen.
Nach Kriegsende war Spacil als kaufmännischer Angestellter in München beschäftigt.
Ein Ermittlungsverfahren der Staatsanwaltschaft Hamburg gegen ihn wurde am 8. Juni 1967 eingestellt, da die Ermittlungen keinen genügenden Anlass zur Erhebung einer Anklage erbrachten.